# Veleizdaja
Veleizdaja je teško kazneno djelo vjerolomstva prema vlastitoj državi, koje se smatra tipičnim političkim deliktom, usmjerenim protiv sigurnosti države.
Kazneni zakon u Hrvatskoj člancima 135. do 155. regulira to kazneno djelo.

## Primjeri veleizdaje
Klasični i najpoznatiji primjeri veleizdaje su:
- sudjelovanje u ratu protiv svoje zemlje,
- pokušaj nasilnog rušenja svoje vlade,
- špijuniranje i odavanje državnih tajni,
- predaja tajnih dokumenta
- odavanje tajni svoje vojske, svojih državnih dužnosnika ili diplomata.
- odavanje podataka svoje obavještajne službe neprijateljskoj strani i stranim snagama,
- pokušaj ubojstva šefa države

Veleizdajnici su osobe koje čine izdaju u trenutku kada izdajnik ima obvezu biti odan svojoj državi.
Tu obvezu mogu predstavljati razni čimbenici, kao što je državljanstvo, rad u diplomaciji, rad s povjerljivim podacima,...
Veleizdajnici nisu pripadnici stranih obavještajnih službi i saboteri.

## Vanjske poveznice
- Članci 135-155 o kaznenim djelu veleidzaje